# Czuja
Czuja – rzeka w Rosji, w Buriacji i obwodzie irkuckim; prawy dopływ Leny. Długość 512 km (od źródeł rzeki Wielka Czuja); powierzchnia dorzecza 18 400 km².
Wielka Czuja ma źródła w górach Synnyr; płynie wąską doliną w kierunku północnym przez Wyżynę Północnobajkalską; liczne progi; ok. 60 km przed ujściem łączy się z Małą Czują, od tego momentu nazywa się Czuja; uchodzi do Leny 25 km powyżej ujścia Witimu.
Zamarza od października do maja; zasilanie deszczowo-śniegowe.